# Sandra Soldan
Sandra Soldan (Rio de Janeiro, 27 december 1973) is een Braziliaans triatlete en de aquatlete. Ze werd wereldkampioene aquatlon. Ook nam ze tweemaal deel aan de Olympische Spelen, maar won hierbij geen medailles.
Soldan deed in 2000 mee aan de eerste triatlon op de Olympische Spelen van Sydney. Ze behaalde een elfde plaats in een tijd van 2:03.19,86. Vier jaar later, op de Olympische Spelen van Athene, deed ze opnieuw mee, maar moest toen nog voor de finish uitstappen.
Ze is een voormalig zwemster en wordt gecoacht door haar man. Ze heeft medicijnen gestudeerd en is momenteel dokter.

## Persoonlijk records
- 1500 m zwemmen - 17.56
- 40 km fietsen - 59.30
- 10 km hardlopen - 37.40

## Titels
- Wereldkampioene aquatlon - 2002

## Palmares

### triatlon
- 1997: 55e WK olympische afstand in Perth
- 1998: DNF WK olympische afstand in Lausanne
- 1999:  Zuid-Amerikaanse kampioenschappen
- 1999:  Zuid-Amerikaanse kampioenschappen
- 1999: 8e Pan-Amerikaanse Spelen in Winnipeg - 2:02.58
- 1999: 32e WK olympische afstand in Montreal - 1:59.56
- 2000: 11e Olympische Spelen van Sydney - 2:03.19,86
- 2001: 16e WK olympische afstand in Edmonton - 2:02.32
- 2002:  Zuid-Amerikaanse kampioenschappen
- 2002:  Pan-Amerikaanse kampioenschap - 2:02.45
- 2002: 9e WK olympische afstand in Cancún - 2:03.29
- 2003: 5e Pan-Amerikaanse Spelen in Santo Domingo - 2:02.14
- 2003: 4e ITU wereldbekerwedstrijd in Corner-Brook
- 2004: DNF Olympische Spelen van Athene
- 2004:  ITU wereldbekerwedstrijd in Mexico
- 2004: 49e WK olympische afstand in Funchal - 2:02.11
- 2005: 33e WK olympische afstand in Gamagōri - 2:05.14
- 2007: 19e Pan-Amerikaanse Spelen in Rio de Janeiro - 2:06.35,99

1998: Rina Hill ·
1999: Rina Hill ·
2000: Pilar Hidalgo ·
2001: Siri Lindley ·
2002: Sandra Soldan ·
2003: Carla Moreno ·
2004: Samantha Warriner ·
2005: Sheila Taormina ·
2006: Sara McLarty ·
2007: Sarah Groff ·
2008: Claudia Rivas ·
2009: Samantha Warriner ·
2010: Margit Vanek ·
2011: Liz May ·
2012: Nicky Samuels ·
2013: Irina Abysova ·
2014: Anneke Jenkins ·
2015: Anastasia Abrosimova